# Lac Malbaie (La Côte-de-Beaupré)
Pour les articles homonymes, voir Malbaie.
Le lac Malbaie est un plan d'eau douce situé dans la région administrative de la Capitale-Nationale, dans la province de Québec, au Canada. Le lac Malbaie chevauche la limite des municipalités régionales de comté (MRC) de:
- La Côte-de-Beaupré: traversant le territoire non organisé de Lac-Jacques-Cartier;
- Charlevoix: traversant le territoire non organisé de Lac-Pikauba.

Le lac Malbaie constitue le principal lac de tête de la rivière Malbaie. Ce lac de montagne est entièrement situé en zone où la foresterie a toujours été l'activité économique prédominante. Au XIXe siècle, les activités récréotouristiques ont pris de l'essor. À cause de l'altitude, ce lac est normalement gelé de la fin octobre au début mai; néanmoins, la période sécuritaire de circulation sur la glace est habituellement de novembre à avril.
La route forestière qui suit la vallée de la rivière Jacques-Cartier permet l'accès au lac Malbaie et au Parc national des Grands-Jardins.

## Géographie
Le lac Malbaie (altitude: 825 m) est situé à 3,2 km au sud du lac à Jack (altitude: 820 m), à 2,1 km au nord du lac des Neiges (altitude: 846), à 4,3 km au sud du lac Fronsac (altitude: 820 m), à 39 km au nord-ouest de Baie Saint-Paul et à 61,5 km au nord de Sainte-Anne-de-Beaupré. Ce lac fait partie de la Réserve faunique des Laurentides.
Les principaux bassins versants voisins du lac Malbaie sont:
- à l'est: le "ruisseau de la Grande Coulée", un affluent de la Rivière Sainte-Anne (Beaupré),
- à l'ouest: la rivière Montmorency (dont le lac de tête est le lac Moran),
- au nord-ouest: la rivière Jacques-Cartier (dont le lac de tête est le Lac Nadreau),
- au nord: le ruisseau à Jack et la rivière Malbaie,
- au sud: la rivière des Neiges (dont le lac de tête est le Lac des neiges).

Le "Petit lac Tristan" (altitude: 893 m) s'avère le lac de tête de la rivière Malbaie. Il se situe dans une zone marécageuse dans une petite vallée en hautes montagnes. Il se décharge vers le nord où l'eau coule sur 1,0 km à travers des marécages jusqu'au lac Tristan (long de 1,8 km: altitude: 883 m) que le courant traverse sur sa pleine longueur du sud au nord. Ce dernier lac est aussi entouré de marécages. Le décharge continue sur 3,0 km vers le nord jusqu'au lac Gamache (long de 0,86 km; altitude: 866 m) que le courant traverse du sud au nord sur 0,6 km. Ce dernier lac comporte une grande île centrale.
À partir du lac Gamache, les eaux coulent vers le nord sur 1,4 km jusqu'à la décharge du lac Lamfort (altitude: 929 m). De là, la rivière Malbaie descend sur 5,7 km jusqu'au lac Fradette (long de 2,5 km, orienté vers le nord-est: altitude: 838 m), que le courant traverse sur sa pleine longueur. Le lac Frenette reçoit par le nord-ouest les eaux des lacs Carroll (altitude: 851 m), Milton (875 m) et Brunette (842 m). À partir de l'embouchure du lac Fradette, la rivière coule sur 2,4 km vers le nord-est jusqu'au lac Malbaie. Le courant de la rivière Malbaie traverse ce lac du sud au nord sur 2,3 km.
L'embouchure du lac Malbaie est située au nord. Les eaux de la rivière Malbaie coulent alors vers le nord-est sur 3,8 km jusqu'au ruisseau à Jack, qui constitue la décharge d'une série de lacs dont le lac à Jack, le lac Fronsac et le petit lac à Jack (altitude: 820 m). Le prochain segment de 6,4 km du parcours de la rivière Malbaie constitue la limite sud du Parc national des Grands-Jardins avec la Réserve faunique des Laurentides. La rivière Malbaie continue son cours vers l'est, en remontant à priori vers le nord, puis en bifurquant vers le sud pour aller se déverser à La Malbaie dans le fleuve Saint-Laurent.

## Toponymie
Sur une carte de 1852 de l'arpenteur provincial Frederic William Blaiklock, la graphie de ce lac est "Mal-Bay". La carte du Parc national des Laurentides, éditée en 1954 fait référence à «Grand L. Malbaie». Ce toponyme apparait aussi sur d'autres cartes éditées en 1929, 1950 et 1958.
Le toponyme "Lac Malbaie" a été officialisé le 5 décembre 1968 à la Banque des noms de lieux de la Commission de toponymie du Québec.